# Clifton Bertrand
Clifton Bertrand (ur. 2 marca 1936 w Arimie, zm. 28 listopada 2020 na Long Island w Nowym Jorku[) – trynidadzko-tobagijski lekkoatleta, sprinter, dwukrotny olimpijczyk.
W trakcie swojej kariery sportowej reprezentował oprócz Trynidadu i Tobago reprezentował też Federację Indii Zachodnich. Trzykrotnie zdobywał brązowe medale na igrzyskach panamerykańskich w 1959 w sztafecie 4 × 400 m (w barwach Federacji) i w 1963 w sztafecie 4 × 100 m oraz w biegu na 400 metrów (w barwach Trynidadu). Wielokrotny medalista na mistrzostwach Brytyjskich Indii Zachodnich: w biegu na 200 metrów złote medale w 1957 i 1958, srebrny w 1965 i brązowy w 1960, w biegu na 400 metrów złoty medal w 1958.
Dwukrotnie brał udział w igrzyskach olimpijskich: jako reprezentant Indii Zachodnich w 1960 i jako reprezentant Trynidadu i Tobago w 1964.